# Monts Orvin
Les monts Orvin (en norvégien : Orvinfjella) sont une chaîne de montagnes s’étendant sur une centaine de kilomètres entre les monts Wohlthat (en) et les monts Mühlig-Hofmann (en) en Terre de la Reine-Maud en Antarctique.
Leur point culminant est le pic Sandeggtind (en).

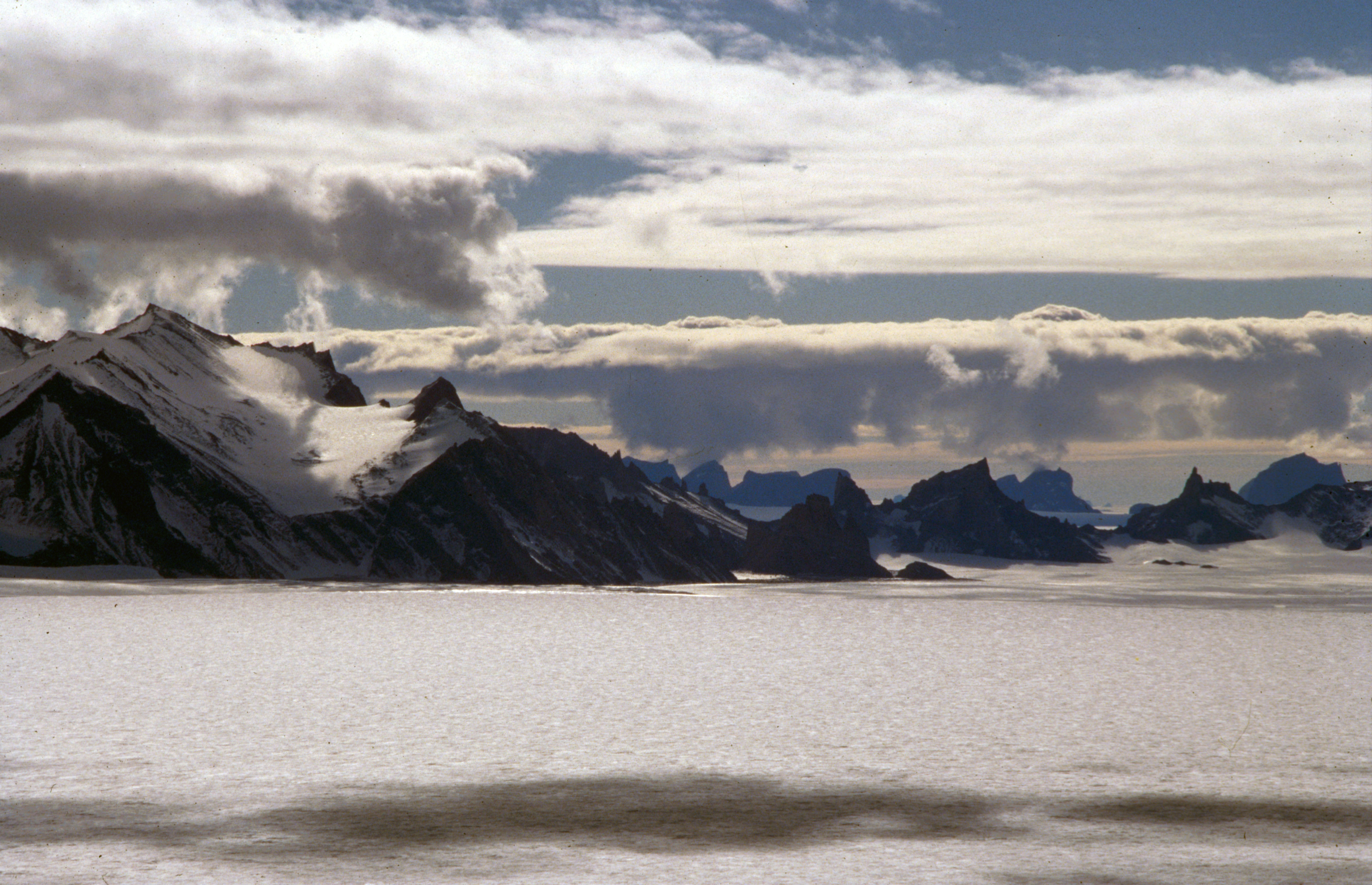
Vue du glacier Glopeken situé dans la partie septentrionale des monts Conrad, un massif des monts Orvin.

## Histoire
La chaîne a été pour la première fois photographiée en 1938-1939 lors de la troisième expédition antarctique allemande dirigée par Alfred Ritscher puis cartographiée lors de la sixième expédition (1956-1960). 
Elle a été nommée en hommage à Anders K. Orvin, directeur du Norsk Polar Institutt en 1958-1959. 